# Steninge
Steninge est une localité de Suède située dans la commune de Halmstad du comté de Halland, Suède. Elle s'étend sur 1,74 km2. En 2010, elle compte 836 habitants.